# Профаза
Профаза
Профа́за (англ. prophase) — самая первая фаза митоза, признаком которой является появление в ядре конденсированных хромосом.

## Описание

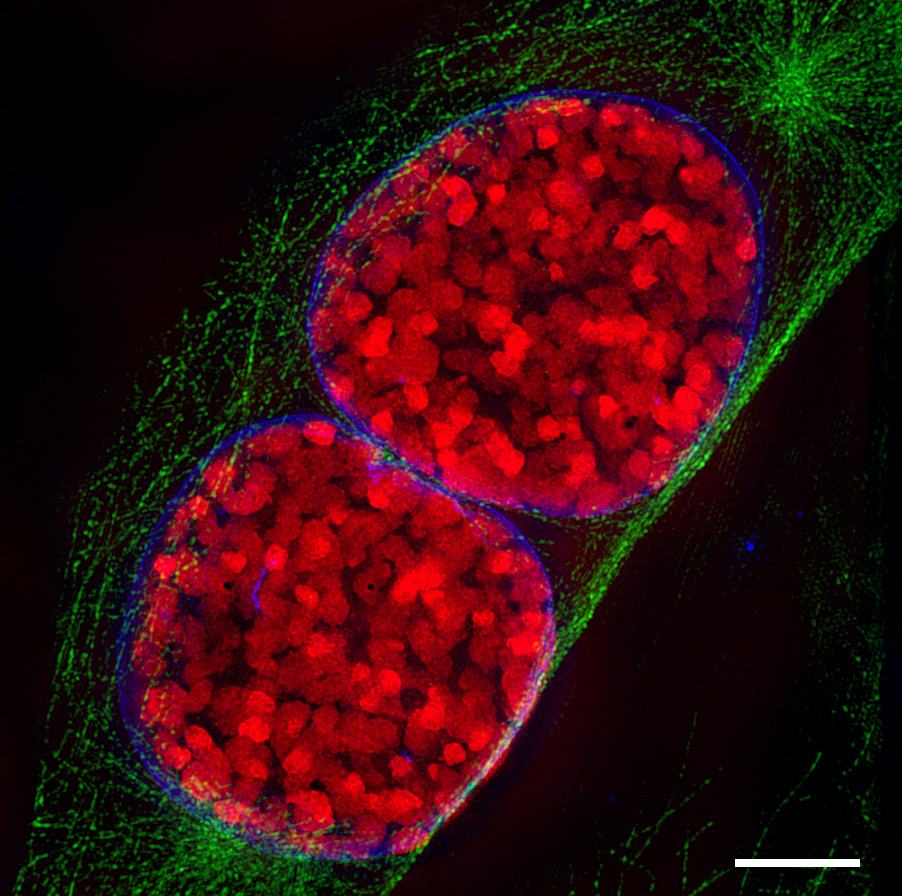
Две клетки мыши, находящиеся в стадии профазы. Микрофотография получена с помощью флуоресцентного микроскопа (масштабная линейка соответствует 5 мкм)

В профазе происходят биохимические изменения, которые подготавливают клетку к делению и переводят её в состояние, коммитированное к митозу. До достижения особой точки необратимости, находящейся в профазе, конденсацию хромосом можно прервать при помощи физических и химических воздействий, повреждающих клетку. В профазе хромосомы, состоящие из двух сестринских хроматид, конденсируются. В профазе сестринские хроматиды связаны друг с другом с помощью когезинов, однако к её концу связь между хроматидами сохраняется только в области кинетохоров, которые уже являются созревшими, но ещё не имеют никаких связей с микротрубочками. При наступлении профазы резко уменьшается транскрипционная активность хроматина, и к середине профазы она полностью исчезает. Во многих клетках ядрышко исчезает: большая часть ядрышковых белков диссоциирует и находится в свободном виде в цитоплазме клетки или же связывается с поверхностью хромосом.
При наступлении профазы в клетке становятся заметными две центросомы. Они выглядят как небольшие точки, окружённые светлым участком. Центросомы играют ключевую роль в образовании веретена деления. В профазе центросомы начинают расходиться, и между ними начинает формироваться веретено деления. Кроме того, в центросомах значительно увеличивается количество кольцевых комплексов, состоящих из γ-тубулина, что усиливает способность центросом нуклеировать микротрубочки и формировать веретено деления, при этом свободные цитоплазматические микротрубочки разбираются. Этот процесс называют созреванием центросом. Интересно, что, несмотря на увеличение скорости роста микротрубочек в профазе, их время полужизни резко уменьшается: 15 с во время первой половины митоза против 5 минут в интерфазной клетке. Ключевую роль в движении центросом в профазе играют белки динеины, которые движутся в направлении минус-концов микротрубочек. Они заякорены в ядерной оболочке или клеточной мембране, и за счёт их движения центросомы расходятся.
Наиболее важным для вступления клетки в митоз (а следовательно, и для наступления профазы) является комплекс циклин B/Cdk1. При введении этого комплекса в клетку индуцируется митоз. К концу профазы этот комплекс в неактивном состоянии накапливается в ядре. Вскоре в ядро начинает поступать фосфатаза cdc25, которая активирует комплекс циклин B/Cdk1. В активированном виде этот комплекс фосфорилирует многие белки, в том числе, которые участвуют в поддержании структуры ядерной оболочки. В результате фосфорилирования этих белков они отходят от ядерной оболочки, которая начинает разрушаться и фрагментироваться, знаменуя начало следующей фазы митоза — прометафазы.
В профазе происходит дезорганизация эндоплазматического ретикулума: он распадается на отдельные везикулы, находящиеся по периферии клетки. Аппарат Гольджи разделяется на отдельные диктиосомы, беспорядочно разбросанные в цитоплазме, и уходит от ядра.
У холоднокровных, чьи клетки характеризуются крупными хромосомами (например, у саламандры, кузнечика) продолжительность профазы составляет несколько часов. В клетках теплокровных животных, например, в клетках мыши и человека, имеющих относительно небольшие хромосомы, профаза длится не более 15 минут.